# Pausànies d'Esparta
Pausànies d'Esparta o Pausànias (en llatí Pausanias, en grec antic Παυσανίας), fill de Pleistoànax i net de Pausànies, regent d'Esparta, va ser rei d'Esparta del 444 aC al 395 aC de la línia dels Agíades.
Quan Pleistoànax va ser desterrat l'any 444 aC el va succeir en el tron sota la regència del seu oncle Cleòmenes. El 427 aC Cleòmenes va envair Àtica al front d'un exèrcit i Pausànies el va acompanyar, segons diu Tucídides. El 426 aC sembla que el seu pare va ser restaurat al tron, i la seva posició va quedar indeterminada, ja que no se'n fa referència, però segurament va romandre només com a hereu fins a la mort del seu pare el 408 aC.
Pausànies no torna a ser esmentat fins al 403 aC quan Lisandre, amb un fort exèrcit, estava bloquejant Trasibul i els seus partidaris al Pireu. El rei, els èfors i altres dirigents espartans es volien desfer de Lisandre i van enviar Pausànies al front d'un exèrcit a l'Àtica, teòricament per ajudar a Lisandre però de fet per obstaculitzar els seus plans. Pausànies va acampar prop del Pireu; atacat pels assetjats va iniciar els preparatius de bloqueig. Va rebutjar nous atacs però no va aprofitar la situació expressament i va enviar secretament un missatge als assetjats. Poc després es va signar un armistici entre els espartans i els assetjats, els representants dels quals van tornar a Esparta a defensar la seva causa i el resultat va ser que es van nomenar 15 comissionats conjuntament amb Pausànies per arranjar les diferències entre els dos partits atenencs. Es va ordenar una amnistia que va incloure als Trenta Tirans, als Onze, i als Deu que havien estat governadors del Pireu. Pausànies llavors va llicenciar al seu exèrcit, segons diu Xenofont.
Al seu retorn a Esparta el partit oposat el va portar a judici davant una cort formada per la Gerúsia, els èfors i l'altre rei, Agis II. Catorze geronts i el rei Agis van votar per la seva condemna i els altres, un nombre superior, per la seva absolució.
El 395 aC quan va esclatar la guerra entre Fòcida i Tebes, i la primera va demanar ajut a Esparta, aquest estat va decretar la guerra a Tebes, i va enviar Lisandre a la Fòcida per reunir tropes mentre es preparava l'exèrcit que hi seria enviat sota comandament de Pausànies. Aquest va demorar el reclutament i Lisandre, amb les seves forces va arribar a Haliartos quan encara Pausànies no havia arribat. A la batalla d'Haliartos, que es va fer sota les mateixes muralles, Lisandre va morir. Just l'endemà va arribar Pausànies, però també va arribar un exèrcit atenenc i no va voler entrar en lluita. Es va celebrar un consell de guerra on es va acordar demanar permís per retirar els morts, i va poder recollir els cossos amb la condició de retirar-se.
Altre cop en tornar a Esparta va ser portat a judici, però aquesta vegada no tenia prou partidaris i, en veure que no tindria un judici just, va acceptar marxar a l'exili voluntari; va ser condemnat a mort, en absència, mentre vivia al santuari d'Atena a Tegea on encara romania deu anys després, el 385 aC. El seu fill Agesípolis I el va succeir en el tron. Quan Agesípolis va assetjar Mantinea, Pausànies, que tenia molts amics a la ciutat, va intercedir per la seva sort i la de Mantinea en general. Va morir després del 385 aC, en data desconeguda.